# Dzieci duchy
Dzieci duchy – drugi studyjny album polskiego rapera Mateusza Szpakowskiego pseud. Szpaku we współpracy z Kubi Producentem. Wydawnictwo ukazało się 28 lutego 2020 roku, nakładem jego własnej wytwórni GUGU.
Wśród gości znaleźli się: Bedoes, Paluch, Sarius, Białas, Kaz Bałagane, Coals, Tymek i Rolex.
Album uzyskał status dwukrotnie platynowej płyty.

## Lista utworów
| Nr. | Tytuł utworu                                  | Tekst                                                | Producent                         | Długość |
| --- | --------------------------------------------- | ---------------------------------------------------- | --------------------------------- | ------- |
| 1   | „Dzieci duchy”                                | Mateusz Szpakowski                                   | Jakub Salepa                      | 3:33    |
| 2   | „Kochaj mnie”                                 | Mateusz Szpakowski                                   | Jakub Salepa                      | 3:31    |
| 3   | „Noc polarna”                                 | Mateusz Szpakowski                                   | Jakub Salepa, Łukasz Rozmysłowski | 2:30    |
| 4   | „Na osiedlu” (gościnnie Bedoes)               | Mateusz Szpakowski, Borys Przybylski                 | Jakub Salepa                      | 3:18    |
| 5   | „Ćmy”                                         | Mateusz Szpakowski                                   | Jakub Salepa                      | 2:53    |
| 6   | „Pająki”                                      | Mateusz Szpakowski                                   | Jakub Salepa                      | 2:30    |
| 7   | „Stare graffiti” (gościnnie Paluch i Sarius)  | Mateusz Szpakowski, Łukasz Paluszak, Mariusz Golling | Jakub Salepa                      | 4:32    |
| 8   | „KABZZLOOK” (gościnnie Białas i Kaz Bałagane) | Mateusz Szpakowski, Mateusz Karaś, Jacek Świtalski   | Jakub Salepa                      | 3:37    |
| 9   | „Hello Kitty” (gościnnie Coals)               | Mateusz Szpakowski, Katarzyna Kowalczyk              | Jakub Salepa, Łukasz Rozmysłowski | 3:48    |
| 10  | „OVERHYPE9000” (gościnnie Tymek)              | Mateusz Szpakowski, Tymoteusz Bucki                  | Jakub Salepa                      | 3:08    |
| 11  | „Pali się”                                    | Mateusz Szpakowski                                   | Jakub Salepa                      | 3:30    |
| 12  | „Mateusz Dragon Wielki” (gościnnie Rolex)     | Mateusz Szpakowski, Roland Szpakowski                | Jakub Salepa                      | 2:45    |
| 13  | „FREESTYLE”                                   | Mateusz Szpakowski                                   | Jakub Salepa                      | 3:00    |
| 14  | „Umrzyj ze mną”                               | Mateusz Szpakowski                                   | Jakub Salepa                      | 2:45    |
| 15  | „Koniec”                                      | Mateusz Szpakowski                                   | Jakub Salepa                      | 3:34    |